# Redução (resíduos)
A redução de resíduos é um conceito no âmbito de uma gestão integrada de resíduos sólidos, que consiste na adopção de politicas, tecnologias ou mecanismos que diminuam a quantidade de resíduos produzidos. Pode ser através da introdução de novas tecnologias, a adopção de métodos cujos desperdícios sejam menores, ou ainda a produção de bens de consumo mais douradoros, que permitam uma substituição fácil e económica das partes constituintes gastas ou danificadas.